# Каледонія (округ Колумбія, Вісконсин)
Каледонія (англ. Caledonia) — місто (англ. town) в США, в окрузі Колумбія штату Вісконсин. Населення — 1495 осіб (2020).

## Демографія
Згідно з переписом 2010 року, у місті мешкало 1378 осіб у 549 домогосподарствах у складі 416 родин. Було 843 помешкання
Расовий склад населення:
| - 97,6 % — білих - 0,6 % — корінних американців - 0,5 % — чорних або афроамериканців |

До двох чи більше рас належало 0,7 %. Частка іспаномовних становила 1,5 % від усіх жителів.
За віковим діапазоном населення розподілялося таким чином: 19,5 % — особи молодші 18 років, 67,5 % — особи у віці 18—64 років, 13,0 % — особи у віці 65 років та старші. Медіана віку мешканця становила 45,7 року. На 100 осіб жіночої статі у місті припадало 110,7 чоловіків;  на 100 жінок у віці від 18 років та старших — 111,6 чоловіків також старших 18 років.
Середній дохід на одне домашнє господарство  становив 91 777 доларів США (медіана — 79 861), а середній дохід на одну сім'ю — 102 330 доларів (медіана — 83 984). Медіана доходів становила 53 750 доларів для чоловіків та 44 375 доларів для жінок. За межею бідності перебувало 2,2 % осіб, у тому числі 0,0 % дітей у віці до 18 років та 1,2 % осіб у віці 65 років та старших.
Цивільне працевлаштоване населення становило 906 осіб. Основні галузі зайнятості: освіта, охорона здоров'я та соціальна допомога — 16,8 %, роздрібна торгівля — 13,0 %, мистецтво, розваги та відпочинок — 12,9 %.